# إرنست ألفرد آدامز
إرنست ألفرد آدامز (بالإنجليزية: Ernest Alfred Adams)‏ هو خَبّاز نيوزيلندي، ولد في 23 نوفمبر 1892، وتوفي في 29 أغسطس 1976.